# Dorothee Alfermann
Dorothee Alfermann (auch Dorothee Bierhoff-Alfermann) (* 1949 in Bonn) ist eine deutsche Sportwissenschaftlerin, Sportpsychologin und Hochschullehrerin.

## Leben
Alfermann studierte zwischen 1967 und 1971 an der Universität Bonn Psychologie, Philosophie und Soziologie, 1974 schloss sie ebenfalls in Bonn ihre Doktorarbeit im Fach Psychologie ab. Von November 1973 bis Juli 1979 war sie als Wissenschaftliche Assistentin und Akademische Rätin/Oberrätin an der Pädagogischen Hochschule Aachen tätig. Im Juli 1979 trat sie an der Universität Gießen eine Professorenstelle für Sportwissenschaft und Sportpsychologie an, im September 1994 wechselte sie an die Universität Leipzig und wurde dort als Professorin für Sportpsychologie tätig. Im März 1993 sowie im März 1996 weilte Alfermann als Gastprofessorin am Institut für Psychologie der Universität Innsbruck und von August bis Dezember 1998 an der West Virginia University in den Vereinigten Staaten.
Alfermann saß zwischen 1987 und 1990 in der Wissenschaftskommission des Deutschen Sportbundes (DSB) und gehörte von 1996 bis 1999 zum Wissenschaftlichen Beirat des DSB-Vorstandes. Von 2001 bis 2005 gehörte sie als Vizepräsidentin zum Vorstand Weltorganisation für die Sportpsychologie, ISSP. Sie hatte zwischen 2009 und 2013 das Amt der Vorsitzenden der Deutschen Vereinigung für Sportwissenschaft inne und war von 1993 bis 1997 erste Vorsitzende der Arbeitsgemeinschaft für Sportpsychologie in der Bundesrepublik Deutschland (ASP), nachdem sie bereits zwischen 1983 und 1989 Vorstandsmitglied gewesen war, 2016 wurde sie die erste Trägerin der Goldene Ehrennadel der ASP. Im Zeitraum von 2001 bis 2005 leitete sie als Direktorin das Zentrum für Frauen- und Geschlechterforschung (FraGes) der Universität Leipzig. Von 2004 bis 2011 war Alfermann Mit-Chefredakteurin der Zeitschrift „Psychology of Sport and Exercise“. Im Jahr 2015 wurde ihr der Ema-Geron-Preis der Europäischen Vereinigung für Sportpsychologie verliehen.
„Während der letzten 30 Jahre gehörte sie zu der kleinen Gruppe der Sportpsychologinnen und Sportpsychologen mit erheblichem Einfluss auf die Entwicklung der nationalen und internationalen Sportpsychologie sowie der Sportwissenschaft. Außerdem hat sie auch dafür gesorgt, dass die Sportpsychologie in der Psychologie Anerkennung findet“, würdigte Bernd Strauß Alfermanns Verdienste im Jahr 2016. Alfermann wurde nach dem Sommersemester 2016 emeritiert.
Zu ihren Forschungsschwerpunkten zählen soziale und psychologische Einflussfaktoren auf Sportlerkarrieren, die Sozialkompetenz von Trainern im Nachwuchsbereich, der Einfluss von Eltern auf die Entwicklung von Sportlern, Geschlechterrollen und Geschlechterunterschiede, das Themenfeld Sport und psychische Gesundheit, der Übergang vom Leistungssport in die nachsportliche Karriere, Unterschiede kultureller Hinsicht zwischen Sportlern aus Deutschland und asiatischen Ländern, Familienerziehung und Sport sowie sozialpsychologischen Fragen des Sports.
Sie gehörte zu den Herausgebern des Lehrbuchs Sportpsychologie und der Werke „Sportpsychologie. Ein Lehrbuch in 12 Lektionen“ sowie „Geschlechterrollen und ihre Folgen. Eine sozialpsychologische Betrachtung.“